# Incisa in Val d’Arno
Incisa in Val d’Arno település Olaszországban, Toszkána régióban, Firenze megyében.  Incisa in Val d’Arno Figline Valdarno, Reggello, Greve in Chianti és Rignano sull’Arno községekkel határos.

## Népesség
A település lakossága az elmúlt években az alábbi módon változott: